# Pilade Gay
Pilade Gay (San Damiano d'Asti, 28 febbraio 1870 – Torino, 27 gennaio 1914) è stato un tipografo, giornalista e politico italiano.

## Biografia
Figlio di operai, si dedica inizialmente per volere paterno agli studi ecclesiastici, abbandonati ben presto per lavorare come operaio tipografo. Diventato membro della federazione di categoria si avvicina gradualmente alle idee anarchiche e prende le redini del giornale libertario torinese L'Ordine. Nel 1893 entra nel Partito Socialista Italiano, dove si distingue nell'attività di propaganda e di organizzazione degli scioperi attraverso il quotidiano Grido del Popolo, di cui è uno dei fondatori. La sua incessante opera ne fa un punto di riferimento dell'attività "sovversiva" piemontese del primo novecento e una figura di spicco dell'associazionismo operaio. Nel corso degli anni ha presieduto l'Alleanza cooperativa Torinese, la Lega dei Tessili e dei dipendenti comunali, l'Associazione generale degli Operai di Torino, ed è stato membro della commissione esecutiva della Camera del lavoro cittadina. La sua fama cresce al punto da far maturare la decisione di candidarlo alla Camera del Regno nelle elezioni del 26 ottobre-2 novembre 1913. Viene destinato al collegio "Torino IV", tradizionalmente a maggioranza liberale, dove esce vincitore sul candidato di destra Felice Paniè, ma questa vittoria è il suo canto del cigno. Viene infatti a mancare circa due mesi dopo, a soli 43 anni, a causa di un infarto. Ai suoi funerali partecipano oltre centomila persone.